# 직권진행주의
직권진행주의(職權進行主義)는 소송개시 후 절차진행의 주도권이 법원에 주어지는 입장을 말한다.
프랑스 혁명 후의 민사소송법에서는 자유방임의 입장에서 당사자 진행주의를 취하였으나 소송이 지연되어 1898년의 오스트리아법 이래 법원의 소송운영과 당사자의 변론에의 후견적 관여의 책임이 강조되어 우리 민사소송법에서도 이러한 입장에 서게 되었다.